# Майкл Бізлі
Майкл Бізлі (англ. Michael Beasley; *9 січня 1989) — американський професійний баскетболіст. Виступає за китайський клуб «Гуандун Саут Тайгерс». Грає на позиції форварда.

## Кар'єра в НБА
Майкл Бізлі був обраний на драфті 2008 клубом «Маямі Гіт» під 2 загальним номером. У своїй першій грі НБА Майкл набрав 9 очок. У наступних 9 іграх він набирав не менше 10 очок за гру.
У наступному сезоні Бізлі став гравцем основного складу (78 виходів у стартовій п'ятірці; у сезоні 2008-09 — 19 виходів). 19 лютого 2010 встановив особистий рекорд — 30 очок за гру.
12 липня 2010 Бізлі перейшов у «Міннесоту Тімбервулвз». 10 листопада 2010 встановив новий особистий рекорд результативності — 42 очка за гру.
20 липня 2012 Бізлі підписав контракт із «Фінікс Санз».

### Статистика кар'єри в НБА

#### Регулярний сезон
| Сезон   | Команда               | GP  | GS  | MPG  | FG%  | 3P%  | FT%  | RPG | APG | SPG | BPG | PPG  |
| ------- | --------------------- | --- | --- | ---- | ---- | ---- | ---- | --- | --- | --- | --- | ---- |
| 2008–09 | Маямі Гіт             | 81  | 19  | 24.8 | .472 | .407 | .772 | 5.4 | 1.0 | .5  | .5  | 13.9 |
| 2009–10 | Маямі Гіт             | 78  | 78  | 29.8 | .450 | .275 | .800 | 6.4 | 1.3 | 1.0 | .6  | 14.8 |
| 2010–11 | Міннесота Тімбервулвз | 73  | 73  | 32.3 | .450 | .366 | .753 | 5.6 | 2.2 | .7  | .7  | 19.2 |
| 2011–12 | Міннесота Тімбервулвз | 47  | 7   | 23.1 | .445 | .376 | .642 | 4.4 | 1.0 | .4  | .4  | 11.5 |
| 2012–13 | Фінікс Санз           | 75  | 20  | 20.7 | .405 | .313 | .746 | 3.8 | 1.5 | .4  | .5  | 10.1 |
| 2013–14 | Маямі Гіт             | 55  | 2   | 15.1 | .499 | .389 | .772 | 3.1 | .7  | .4  | .4  | 7.9  |
| 2014–15 | Маямі Гіт             | 24  | 1   | 21.0 | .434 | .235 | .769 | 3.7 | 1.3 | .6  | .5  | 8.8  |
| 2015–16 | Х'юстон Рокетс        | 20  | 0   | 18.2 | .522 | .333 | .776 | 4.9 | .8  | .6  | .5  | 12.8 |
| Кар'єра | Кар'єра               | 453 | 200 | 24.4 | .452 | .343 | .759 | 4.8 | 1.3 | .6  | .5  | 13.0 |

#### Плей-оф
| Сезон   | Команда        | GP | GS | MPG  | FG%  | 3P%  | FT%  | RPG | APG | SPG | BPG | PPG  |
| ------- | -------------- | -- | -- | ---- | ---- | ---- | ---- | --- | --- | --- | --- | ---- |
| 2009    | Маямі Гіт      | 7  | 0  | 25.4 | .386 | .308 | .765 | 7.3 | 1.0 | .3  | 1.0 | 12.1 |
| 2010    | Маямі Гіт      | 5  | 5  | 27.0 | .449 | .500 | .778 | 5.8 | .6  | .8  | .0  | 10.4 |
| 2014    | Маямі Гіт      | 4  | 0  | 5.8  | .500 | .000 | .333 | 1.0 | .5  | .0  | .0  | 2.8  |
| 2016    | Х'юстон Рокетс | 5  | 0  | 16.0 | .478 | .333 | .857 | 4.2 | .6  | .2  | .0  | 10.4 |
| Кар'єра | Кар'єра        | 21 | 5  | 19.8 | .430 | .333 | .750 | 5.0 | .7  | .3  | .3  | 9.5  |